# Рукшинська сільська рада
Ру́кшинська сільська́ ра́да — адміністративно-територіальна одиниця та орган місцевого самоврядування в Хотинському районі Чернівецької області. Адміністративний центр — село Рукшин.

## Загальні відомості
- Населення ради: 3 438 осіб (станом на 2001 рік)

## Населені пункти
Сільській раді підпорядковані населені пункти:
- с. Рукшин

## Склад ради
Рада складається з 20 депутатів та голови.
- Голова ради: Ступак Віктор Григорович
- Секретар ради: Варварюк Людмила Олексіївна

### Керівний склад попередніх скликань
| Прізвище, ім'я, по батькові | Основні відомості                                                 | Дата обрання | Дата звільнення |
| --------------------------- | ----------------------------------------------------------------- | ------------ | --------------- |
| Ступак Віктор Григорович    | Сільський голова, 1958 року народження, освіта вища, безпартійний | 26.03.2006   | 31.10.2010      |
| Ступак Віктор Григорович    | Сільський голова, 1958 року народження, освіта вища, безпартійний | 31.10.2010   |                 |

Примітка: таблиця складена за даними сайту Верховної Ради України

### Депутати
За результатами місцевих виборів 2010 року депутатами ради стали:

#### За суб'єктами висування
| Суб'єкт висування            | Кількість обраних депутатів | %  |
| ---------------------------- | --------------------------- | -- |
| Партія регіонів              | 10                          | 50 |
| Самовисування                | 7                           | 35 |
| Єдиний Центр                 | 1                           | 5  |
| Комуністична партія України  | 1                           | 5  |
| Соціалістична партія України | 1                           | 5  |

#### За округами
| № округу                     | Прізвище, ім'я, по батькові   | Дата визнання обраним | Освіта             | Партійна приналежність             | Відомості про обраного депутата                                   |
| ---------------------------- | ----------------------------- | --------------------- | ------------------ | ---------------------------------- | ----------------------------------------------------------------- |
| Єдиний Центр                 |                               |                       |                    |                                    |                                                                   |
| 11                           | Гермаківська Юлія Михайлівна  | 31.10.2010            | незакінчена вища   | член Єдиного Центру                | тимчасово не працює                                               |
| Комуністична партія України  |                               |                       |                    |                                    |                                                                   |
| 17                           | Кучер Михайло Федорович       | 31.10.2010            | середня спеціальна | позапартійний                      | пенсіонер                                                         |
| Партія регіонів              |                               |                       |                    |                                    |                                                                   |
| 2                            | Жовтенький Михайло Васильович | 31.10.2010            | середня спеціальна | член Партії регіонів               | тимчасово не працює                                               |
| 4                            | Горбатюк Василь Сергійович    | 31.10.2010            | вища               | член Партії регіонів               | пенсіонер                                                         |
| 5                            | Митряк Надія Василівна        | 31.10.2010            | вища               | член Партії регіонів               | Рукшинська загальноосвітня школа, вчитель                         |
| 6                            | Шишковський Руслан Васильович | 31.10.2010            | незакінчена вища   | член Партії регіонів               | тимчасово не працює                                               |
| 8                            | Рощук Василь Іванович         | 31.10.2010            | вища               | член Партії регіонів               | тимчасово не працює                                               |
| 12                           | Рощук Лілія Василівна         | 31.10.2010            | незакінчена вища   | член Партії регіонів               | Чернівецький національний університет ім. Ю.Федьковича, студентка |
| 13                           | Білівська Світлана Іванівна   | 31.10.2010            | середня спеціальна | член Партії регіонів               | приватний підприємець                                             |
| 14                           | Козачек Василь Федорович      | 31.10.2010            | середня            | член Партії регіонів               | тимчасово не працює                                               |
| 19                           | Кравецька Катерина Василівна  | 31.10.2010            | вища               | член Партії регіонів               | Рукшинська загальноосвітня школа, вчитель                         |
| 20                           | Василькова Людмила Петрівна   | 31.10.2010            | вища               | член Партії регіонів               | тимчасово не працює                                               |
| Соціалістична партія України |                               |                       |                    |                                    |                                                                   |
| 16                           | Прідрік Валентина Іванівна    | 31.10.2010            | середня спеціальна | член Соціалістичної партії України | тимчасово не працює                                               |
| Самовисування                |                               |                       |                    |                                    |                                                                   |
| 1                            | Придрик Василь Васильович     | 31.10.2010            | середня спеціальна | позапартійний                      | Рукшинська сільська рада, начальник військово-облікового столу    |
| 3                            | Паладюк Олександр Федорович   | 31.10.2010            | вища               | позапартійний                      | Хотинське районне управління юстиції, начальник                   |
| 7                            | Кушнірук Галина Василівна     | 31.10.2010            | середня спеціальна | позапартійна                       | Рукшинська сільська рада, головний бухгалтер                      |
| 9                            | Гикава Надія Захарівна        | 31.10.2010            | середня            | позапартійна                       | Рукшинське ССТ, продавець                                         |
| 10                           | Кавлюк Степан Васильович      | 31.10.2010            | середня спеціальна | позапартійний                      | ТОВ «Злагода», агроном                                            |
| 15                           | Мариняк Валерій Іванович      | 31.10.2010            | вища               | позапартійний                      | Чернівецький ОВК, інструктор                                      |
| 18                           | Варварюк Людмила Олексіївна   | 31.10.2010            | вища               | позапартійна                       | Рукшинська сільська рада, секретар                                |